# Noyades

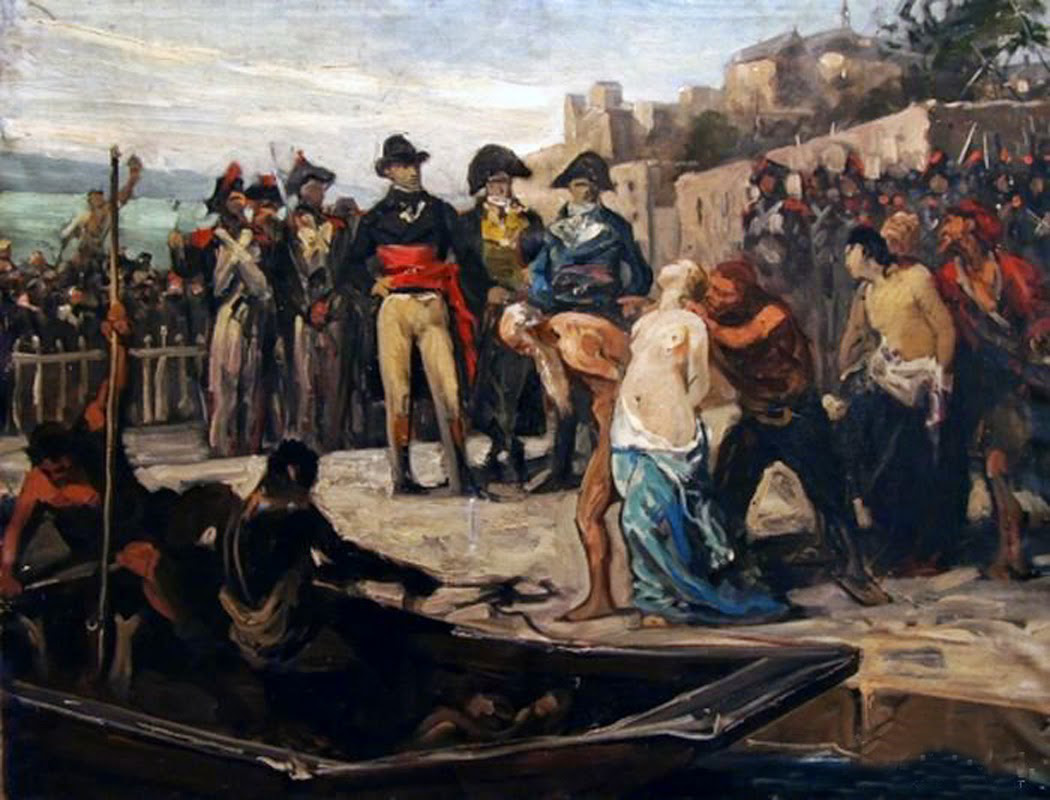
Pintura de Joseph Aubert, 1882, mostrando as Noyades de Nantes.

Noyades (em português:  Afogamentos) foi a forma de execução coletiva que Jean-Baptiste Carrier aplicou na cidade francesa de Nantes, em 1793, por ele descrita como "execução vertical do degredo", durante a fase do Terror na Revolução Francesa, e que consistia em fazer afundar, num barco, no rio Loire, dezenas de pessoas.
No dizer de Otto Flake, Nantes fora "entregue ao furor de Carrier, sanguinário patológico, egresso diretamente dos romances de Sade".

## Contexto
Vivia a Revolução uma fase de afirmação de qual das correntes predominaria sobre as demais. Em abril daquele ano o Clube dos Jacobinos, sob a direção de Maximilien de Robespierre, principiou a tomada do poder, sob uma filosofia em que este seria transferido ao povo (os próprios jacobinos), e com a derrota dos girondinos, a 3 de junho.
Várias das cidades comandadas por simpatizantes da Gironda se rebelaram, forçando a Convenção a enviar seus representantes para submetê-las. Para Lião seguiram Fouché e Collot d'Herbois; para Nantes seguiu Carrier.
Ali, na Vendeia, havia os realistas tentado um golpe fracassado contra Nantes. Cerca de oitenta mil homens tentaram romper o cerco em direção à fronteira, mas foram impedidos em Le Mans e completamente batidos em Savenay. Determinou então a Convenção que a Vendeia fosse assediada, enviando para lá dezesseis acampamentos fortificados, tendo por pontos de apoio as chamadas Colunas Infernais - uma dúzia de colunas volantes - que avançaram destruindo a ferro e fogo seus adversários.
Nantes havia de pagar pela insubordinação, e Carrier foi o encarregado disto.

## Os afogamentos

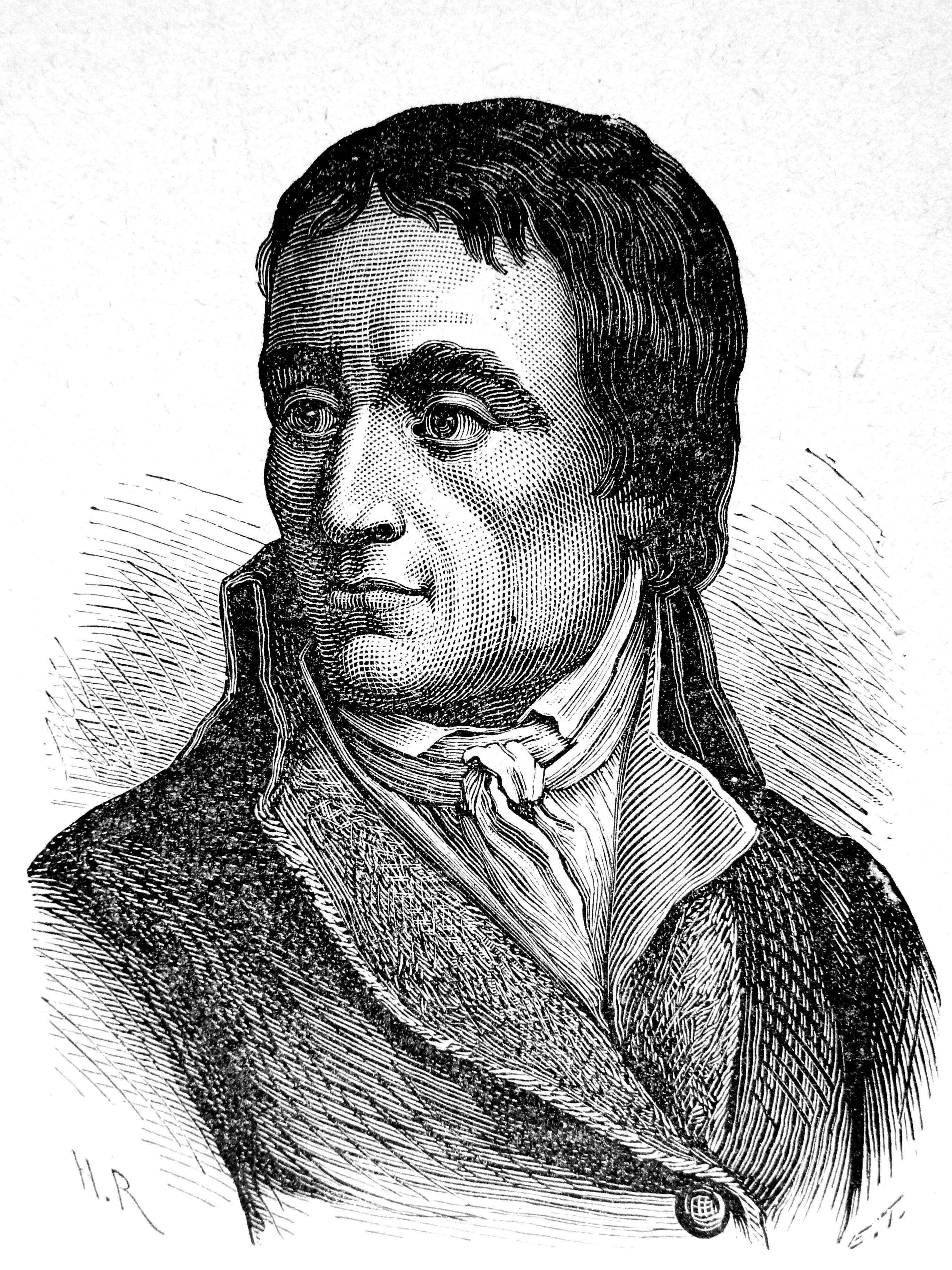
Carrier, o sádico repressor de Nantes, criador das noyades.

A repressão fazia-se com execuções à guilhotina mas, para Carrier, esta era muito demorada. Enquanto em Lião Fouché criou o metralhamento em massa, em Nantes Carrier decidiu embarcar de uma vez noventa sacerdotes e, estando a embarcação a meio do rio, era a mesma posta a pique.
Numa segunda leva, foram embarcados 138 condenados, na noite de 14 para 15 de dezembro. Outras duas dezenas de levas se sucederam, nos dias seguintes, até que se deram conta de que havia o desperdício dos barcos; passaram então a simplesmente algemar entre si os prisioneiros e então lançá-los na correnteza, atirando com pistola os restantes.

### Divisões e particularidades do massacre
Para a consecução das noyades os executores dividiram-se em dois grupos: a Companhia Marat, e Guillaume Lamberty e seus homens.
A Companhia Marat tinha especial predileção pelo método que consistia em despir as mulheres, atirando seus filhos para a água em seguida, bem como algemando os prisioneiros. Embora as execuções fossem, via de regra, noturnas, durante o dia afogamentos individuais eram feitos.
O Casamento Republicano foi o nome que deram à execução feita conjuntamente de um homem com uma mulher, amarrados com os peitos unidos, sendo assim lançados às ondas do Loire.

## Excessos de Carrier
Não limitou-se Carrier ao morticínio desenfreado: praticava toda sorte de orgias; se a vítima mulher fosse bonita, havia de antes servir-lhe no leito. Suas noyades duraram até 24 de fevereiro de 1794.